# Šejk

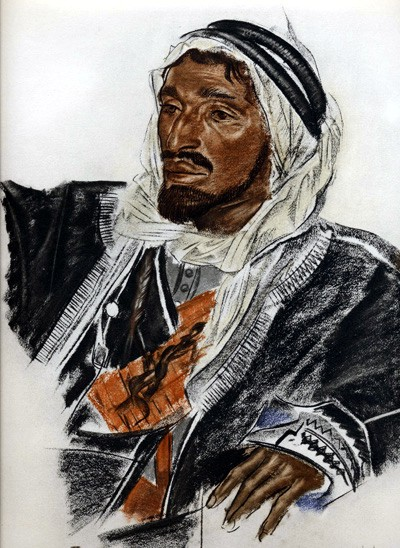
Klasický obraz šejka: podobizna šejka Sattama de Haddadína z Palmýry od ruského malíře Alexandra Jakovleva (1887–1938)

Šejk nebo šejch, nesprávně šajch (arabsky شیخ‎), je titul arabského, beduinského představitele (staršiny) s významem kmenový náčelník. Geografická oblast či společnost, které vládne šejk, se označuje jako šejchát.

## Popis
Šejk je vůdcem převážně beduínských kmenů, výjimečně mohou velmi vážení muži vést i kmenů několik. Volby jsou téměř „demokratické“ v různých zemích s drobnými obměnami. Jako vůdce jej volí buď každý člen kmene či osady nebo jinde zase rada starších a významných mužů. Šejk musí být muž vážený, moudrý a všemi respektovaný, který je schopen řešit spory mezi obyvateli svého kmene. Zároveň také řeší neshody i s ostatními kmeny. Očekává se, že bude rozhodovat rychle a spravedlivě. K takovému vládci přicházejí se svými problémy i lidé z jiných kmenů. Proti jeho rozsudkům si často netroufnou prosazovat zákon ani vlády současných arabských zemí. Tak i například vrah se může dostat pod šejkovu ochranu, pokud je podle něj nevinný; zákrok vlády by pak byl chápán jako urážka, která by velmi pobouřila celý kmen. Doba vlády ani pravomoci šejka však nejsou neomezené – při ztrátě důvěry nebo pokud nenaplní očekávání kmene, může být okamžitě odvolán.

## Práva a povinnosti
Práva a povinnosti se v různých kmenech a zemích liší. Beduíni jsou většinou muslimové, ale kromě islámského práva se řídí i právem zvykovým. Je součástí tradice dávat šejkům jako voleným kmenovým vůdcům vyšší a širší odpovědnost. Takovéto povinnosti jsou pro ně ovšem i velikou ctí.
- Jedna z povinností, vycházející z islámu, je pomoc lidem v nouzi.
- Může rozhodovat o tom, kdo si koho vezme.
- V jeho pravomoci může být i léčení. Co nevyléčí, přenechává Alláhovi.
- Řeší spory – v případě nejasností třeba i božím soudem, pomocí rozžhaveného železa přikládaného na jazyk. Některé kmeny beduínů věří, že lhářům naskočí puchýře.
- V některých zemích bývá i většinovým vlastníkem stád.

Podle místních zvyklostí souvisí s titulem šejka i řada dalších práv a povinností.

## Historie (předislámské období – Arabský poloostrov)
V čele kmene kočovníků (badawí, pl. baduw – kolektivní pojmenování ’arab, pl. a’rab) stojí volený náčelník (šajch, sajiid). Obvykle je volen z jedné prominentní rodiny, ale není absolutistickým vládcem, nemá přímou osobní moc trestat nebo donucovat. Je autoritou (větší či menší podle rodu, zásluh o kmen, osobních vlastností), která ovlivňuje rozhodování rady starších. Rozhodování sporů mezi členy kmene se v tomto období řídí podle zvykového práva (sunna), přičemž konečný verdikt připadá na šejka a radu starších. Velký význam mají zásady krevní msty (ta’r), které ukládají povinnost odplaty. Vina a povinnost se přenáší z úrovně rodiny na rod, někdy i na celý kmen. Krevní mstu je možno nahradit výkupným (dija).

### Kmenový polydémonismus
Šejk nemá kultovní funkci. Před příchodem islámu byl obvyklým náboženstvím kmenový polydémonismus (animismus, polyteismus), uctívání duchů sídlících ve stromech, pramenech a často v kamenech.
Takové náboženství mělo politický ráz v tom smyslu, že příslušnost ke kmeni se projevovala v uctívání kmenových božstev, odpadlictví od kmenové víry se rovnalo zradě. Jen několik božstev bylo nadkmenových (bohyně Manát, ’Uzzá, Allát).
Kultovní funkci v kmeni zastávali strážci svatyň (sádin), kmenoví kouzelníci (hákim), věštci (’árif), kteří byli ve spojení s džiny (dobrými nebo zlými démony, jež jim odhalovali tajemství světa). Věřilo se, že i básníci (šá’ir) jsou inspirováni džiny.